# Saison 6 de Un, dos, tres
Chronologie
Saison 5 Un, dos, tres : Historias de UPA
Cet article présente le guide des épisodes de la  sixième et dernière saison de la série télévisée espagnole Un, dos, tres.
Remarque : Le format des épisodes diffère de la chaine de diffusion d'origine à la France : certains épisodes VF contiennent une partie de deux épisodes VO différents. En Espagne, la sixième saison comporte 14 (80 min) épisodes contre 22 (50 min) en France. De fait, Il est impossible de donner les titres originaux des épisodes répertoriés ici.

## Généralités
- En Espagne, cette saison est diffusée à partir du 6 janvier 2005 sur Antena 3[1].
- En France, depuis le 14 septembre 2005 sur M6, toujours du lundi au vendredi en avant-soirée[2]. Les épisodes sont remontés et de nombreuses scènes sont coupées afin de correspondre au format standard de 52 minutes[3].
- Cette saison est marquée par de nombreux changements dans le casting : Pablo Puyol s'en va et n'apparaît qu'en guest-star dans quelques épisodes[4]. Pedro Peña et Raúl Peña partent également, pendant que William Miller (es) et Edu del Prado intègrent la série[4]. Chiqui Fernández (es) et Marta Ribera sont promues principales. Le groupe UPA Dance est relancé, avec à sa tête Miguel Ángel Muñoz, rejoint par Elisabeth Jordán[5] et Edu del Prado[6].
- À l'instar de la saison précédente, le ton de la série est plus léger et l'humour occupe une place très importante[1].
- La saison 6 couvre le premier semestre de la quatrième année d'études des élèves de l'école des Arts de la Scène de Carmen Arranz, qui n'aurait normalement pas du avoir lieu mais qui a été imaginée dans le scénario pour ne pas arrêter la série à l'issue de la saison 5[4].
- La série est finalement annulée en mars 2005, quelques semaines avant la diffusion du dernier épisode[7].

## Distribution

### Acteurs principaux
- Alfonso Lara (VF : Guillaume Lebon) : Juan Taberner
- Esther Arroyo (VF : Chantal Baroin) : Irene Miró
- Fabián Mazzei (es) (VF : Constantin Pappas) : Horacio Alonso
- Toni Acosta (VF : Ivana Coppola) : Jacinthe « J.J. » Jiménez
- Fanny Gautier (VF : Pauline de Meurville) : Alicia Jáuregui
- Marta Ribera (VF : Marie Diot) : Eva Ruiz
- Miguel Ángel Muñoz (VF : Franck Monsigny) : Roberto Arenales
- Beatriz Luengo (VF : Catherine Desplaces) : Dolores « Lola » Fernández
- Edu del Prado (VF : Jérôme Rebbot) : César Martín
- Mónica Cruz (VF : Agnès Manoury) : Silvia Jáuregui
- Silvia Marty (VF : Valérie Nosrée) : Ingrid Muñoz
- William Miller (es) (VF : Thomas Roditi) : Nacho Salinas
- Dafne Fernández (VF : Adeline Moreau) : Marta Ramos
- Chiqui Fernández (es) (VF : Anne Dolan) : Paula Lacarino
- Juan Echanove (VF : Yves Beneyton) : Mariano Cuéllar
- Lola Herrera (VF : Tania Torrens) : Carmen Arranz

### Acteurs récurrents
- Pablo Puyol (VF : Anatole de Bodinat) : Pedro Salvador (épisodes 9 à 11, 19 et 20)
- Mario Martín (es) (VF : Alain Choquet) : Román Fernández
- Arantxa Valdivia (VF : Laura Zichy) : Luisa Ruiz
- Erika Sanz (VF : Stéphanie Hédin) : Erika
- Patricia Arizmendi (VF : Catherine Cipan) : Sonia
- Omar Muñoz (VF : Catherine Desplaces) : Jorge Fernández
- María Palacios : Jennifer
- Elisabeth Jordán (VF : Anne Mathot) : Tania (à partir de l'épisode 15)
- Enrique San Francisco (es) : Lucas Cuéllar (épisodes 1, 2, 7 et 8)
- Emilio Gutiérrez Caba : Père d'Adela et Marta (épisodes 16 et 17)
- Conrado San Martín : Máximo Hernández (épisodes 16 et 17)
- Amparo Pamplona (es) : Mère d'Adela et Marta (épisodes 16 et 17)

### Invités
- Ramoncín (épisodes 15 et 16)
- Almudena Cid (épisodes 15 et 16)

## Épisodes

### Épisode 1:Indépendance
- Espagne : 6 janvier 2005 sur Antena 3[1]
- France : 14 septembre 2005 sur M6[2]

### Épisode 22:En route pour le succès
- Espagne : 24 avril 2005 sur Antena 3[7]
- France : 13 octobre 2005 sur M6[29]